# Afrihili
Afrihili ist eine konstruierte Sprache, die 1970 von KA Kumi Attobrah als eine frühe Lingua franca für ganz Afrika entworfen wurde.
Der Name der Sprache ist eine Kombination aus Africa und Swahili. Der Autor, ein gebürtiger Akrokerri aus Ghana, hatte 1967 die Idee auf einer Seereise von Dover nach Calais. Seine Absicht war es, dass „es die Einheit und das Verständnis unter den verschiedenen Völkern des Kontinents fördern würde, die Kosten senken im Druck durch Übersetzungen und den Handel förderte“. Die Sprache soll für Afrikaner einfach zu erlernen sein.
Afrihili bezieht seine Phonologie, Morphologie und Syntax aus verschiedenen afrikanischen Sprachen. Der Wortschatz umfasst so viele afrikanische Sprachen wie möglich sowie Wörter aus vielen anderen Quellen „aber afrikanisierten, sodass sie nicht fremd erscheinen“, obwohl keine spezifischen Etymologien durch den Autor angegeben werden.
Die Sprache verwendet das lateinische Alphabet mit dem Zusatz von zwei Vokal-Symbolen, Ɛ/ɛ und Ɔ/ɔ, die auch im Afrika-Alphabet enthalten sind und die gleichen Klänge bezeichnen, wie im Internationalen Phonetischem Alphabet und wie in mehreren westafrikanischen Sprachen wie Ewe und Yoruba.
Die Grammatik scheint für die meisten Benutzer indo-europäischer Sprachen sehr komplex, z. B. die Unterscheidungen und die Verwendung von Infixen. Diese Eigenarten finden sich aber in verschiedenen afrikanischen Sprachen, vor allem im Swahili. Der Erfinder des Afrihili wollte es so „afrikanisch“ machen.
Eine Besonderheit ist, dass in Afrihili alle Substantive mit einem Vokal anfangen und enden, und somit die Substantive von anderen Wortklassen leicht unterschieden werden können. Der Plural wird durch den Austausch des ersten und letzten Vokals gebildet.
Betonung oder Akzent ändert nichts an der Bedeutung eines Wortes. Die Betonung wird jedoch meist auf der zweiten Silbe gesetzt.

## Wortschatz
Zuri lu...      Guten Tag
Zuri zinga...   Guten Morgen
Zuri masa...    Guten Nachmittag
Zuri dani...    Guten Abend
Zuri bali...    Gute Nacht
Jo koni...     Gehe auf einmal
!Afuraho...    Cheers!
Sama papa obeka al dude...  Finden Sie einen guten Platz zum Essen

## Referenzen
- K. A. Kumi Attobrah: Ni Afrihili Oluga. The African Continental Language (First Edition, 1970;  Second Edition, 1973)